# (70642) 1999 TD242
1999 تي دي 242 (ويعرف أيضًا باسم (70642) 1999 تي دي 242 وفق تسمية الكوكب الصغير) (بالإنجليزية: 1999 TD242)‏ هو كويكب ضمن حزام الكويكبات؛ وترتيبه 70642 من حيث الاكتشاف.
اكتُشف هذا الجُرم الفلكي بواسطة ماسح السماء كاتالينا في 4 أكتوبر 1999.

## وصلات خارجية
- (70642) 1999 TD242 في قاعدة بيانات مختبر الدفع النفاث لأجرام النظام الشمسي الصغيرة

- الاكتشاف · مخطط المدار ·  العناصر المدارية · المعلمات المادية

- (70642) 1999 TD242 على موقع ويكي سكاي: DSS2, SDSS, GALEX, IRAS, Hydrogen α, X-Ray, Astrophoto, Sky Map, Articles and images